# Горчакова Лариса Веніамінівна
Горчакова Лариса Веніамінівна (9 липня 1964) — радянська плавчиня.
Учасниця Олімпійських Ігор 1980 року.
Призерка Чемпіонату світу з водних видів спорту 1982 року.
Призерка Чемпіонату Європи з водних видів спорту 1981, 1983 років.
Переможниця літньої Універсіади 1983 року.